# Anna Klicperová
Anna Klicperová, rozená Švamberková (20. listopadu 1796, Praha – 25. března 1837, Hradec Králové) byla česká vlastenka, ochotnická herečka, první manželka Václava Klimenta Klicpery.

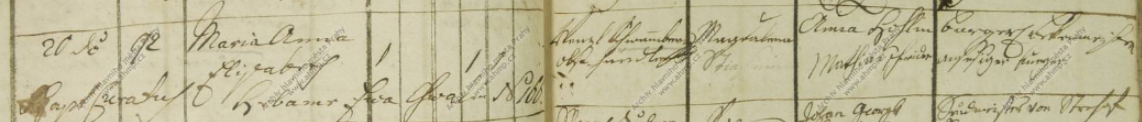
Marie Anna Elisabeth Švamberková, záznam o naroz. a křtu, 20. listopadu 1796

## Život

### Mládí
Pokřtěna byla jako Marie Anna Elisabeth ve Strahovském klášteře v Praze. Přátelé z vlasteneckých kruhů ji ale nazývali Anna. Její otec Václav (Wenzl) Schwamberg byl obchodník s ovocem, matka Magdalena rozená Šťasná. Rodina žila na Hradčanech v domě č. 92 (Nový Svět). Po narození mladšího syna Františka se rodina přestěhovala do místa, kde stojí dnešní Wiehlův dům, na rohu Vodičkovy ulice a Václavského náměstí.
Od časného mládí se věnovala ochotnickému divadlu. Literatura zaznamenala české ochotnické představení ve Stavovském divadle 22. prosince 1813, kdy jí bylo 17 let. Vlastenecká divadelní společnost, ve které působila, sice svou činností získávala finanční prostředky, nesměla je však používat pro své potřeby, ale k dotování městského chudinského fondu nebo ve prospěch měst, která byla zničena pohromami jako požáry. V okruhu ochotníků též poznala Václava Klimenta Klicperu, kterého do této společnosti uvedl jeho starší bratr František Klicpera.

### Manželka Václava Klimenta Klicpery
Dne 17. října 1819 se za Václava Klimenta Klicperu provdala v pražském kostele Panny Marie Sněžné a mohla ho tak následovat do nového působiště – Hradce Králové, kam se Klicpera odstěhoval již koncem června 1819.
Podle všech dobových dokumentů se jednalo o šťastné manželství, ze kterého se narodilo celkem deset dětí. Anna Klicperová se aktivně zúčastnila společenského života v Hradci Králové a vystupovala v ochotnických představení (ve kterých Klicpera jako profesor po disciplinárním řízení v roce 1823 účinkovat nemohl, ale organizoval je a nechával uvádět svoje hry). Rodina žila na královéhradeckém náměstí č. 129, kde je umístěna pamětní deska.

### Předčasné úmrtí
Zemřela 25. března 1837, byla pochována na hřbitově v Kuklenách (dnes Hradec Králové). Podle matriky zemřelých byla příčinou smrti horečka z podvýživy (Auszehrungsfieber), podle Klicperových životopisců onemocněla z obav o Klicperův život v době požáru a po půl roce nemoci zemřela. Z jejích deseti děti se vyššího věku dožilo pět – Bedřich (1826-1861), Marie (provd. Valentová, 1824-1867), Ludmila (1822-??), Anna (provd. Palkovičová, 1830-1888) a Františka (1831-1865).
Václav Kliment Klicpera se 8. května 1838 podruhé oženil s Annou Trnkovou, která pečovala o Klicperovy děti z obou manželství.

## Zajímavost
Mládí Anny Klicperové a okruhu divadelních ochotníků inspirovalo Ferdinanda Strejčka (1878-1963), středoškolského profesora původem z Jindřichova Hradce, k napsání divadelní hry Rytíři blaničtí. Ve "vlastenecké idylce", odehrávající se roku 1816, vystupovali vedle Anny Švamberkové-Klicperové bratři Karel a Václav Klicperové, Jan Nepomuk Štěpánek a další. Hra byla uvedena v Mladé Boleslavi roku 1917 a existuje i doklad o jejím provedení chrudimskými ochotníky roku 1933.